# Antoine Sanier
Antoine Sanier (geboren im 20. Jahrhundert) ist ein französischer Kameramann.

## Leben
Antoine Sanier arbeitete von 1999 bis 2015 als Kameraoperateur und Kameraassistent für französische Film- und Fernsehproduktionen. Seinen ersten Auftrag als Kameramann hatte er in dem Kurzfilm Bonne nuit Malik von Bruno Danan (* 1971), der 2007 auf dem Mons International Film Festival und dem Montreal World Film Festival ausgezeichnet wurde.
Nach einer Reihe weiterer Kurzfilme drehte er mit Océan (2013) seinen ersten Langfilm. Er war Kameramann des 2019 in Cannes vorgestellten Films Alles außer gewöhnlich, der insgesamt sieben César-Nominierungen erhielt. 2021 engagierte ihn Olivier Abbou für seine Fernsehserien Maroni und Die schwarzen Schmetterlinge als Kameramann.

## Filmografie (Auswahl)
- 2014: Among the Living – Das Böse ist hier (Aux yeux des vivants)
- 2016: Dalida
- 2017: Leatherface
- 2017: Santa & Co. – Wer rettet Weihnachten? (Santa & Cie)
- 2019: Alles außer gewöhnlich (Hors normes)
- 2019: Ausgeflogen (Mon bébé)
- 2020: La Révolution
- 2021: Maroni (Fernsehserie, 6 Folgen)
- 2022: Die schwarzen Schmetterlinge (Les papillons noirs, Fernsehsechsteiler)
- 2022: Hawa
- 2022: Totems (TOTƎMS, Fernsehserie, 2 Folgen)
- 2022: Maria träumt (Maria rêve)
- 2023: Visions – Tödliches Verlangen (Visions)
- 2023: Drone Games